# Slotkerk (Mannheim)
De Slotkerk (Duits: Schlosskirche) is een kerkgebouw in Mannheim (Baden-Württemberg) en maakt deel uit van de westelijke vleugel van het Mannheimer Slot (Mannheimer Schlosses). De kerk diende van 1731 tot 1777 als hofkapel van de keurvorsten en is tegenwoordig een parochiekerk van de Oudkatholieke Kerk.

## Geschiedenis

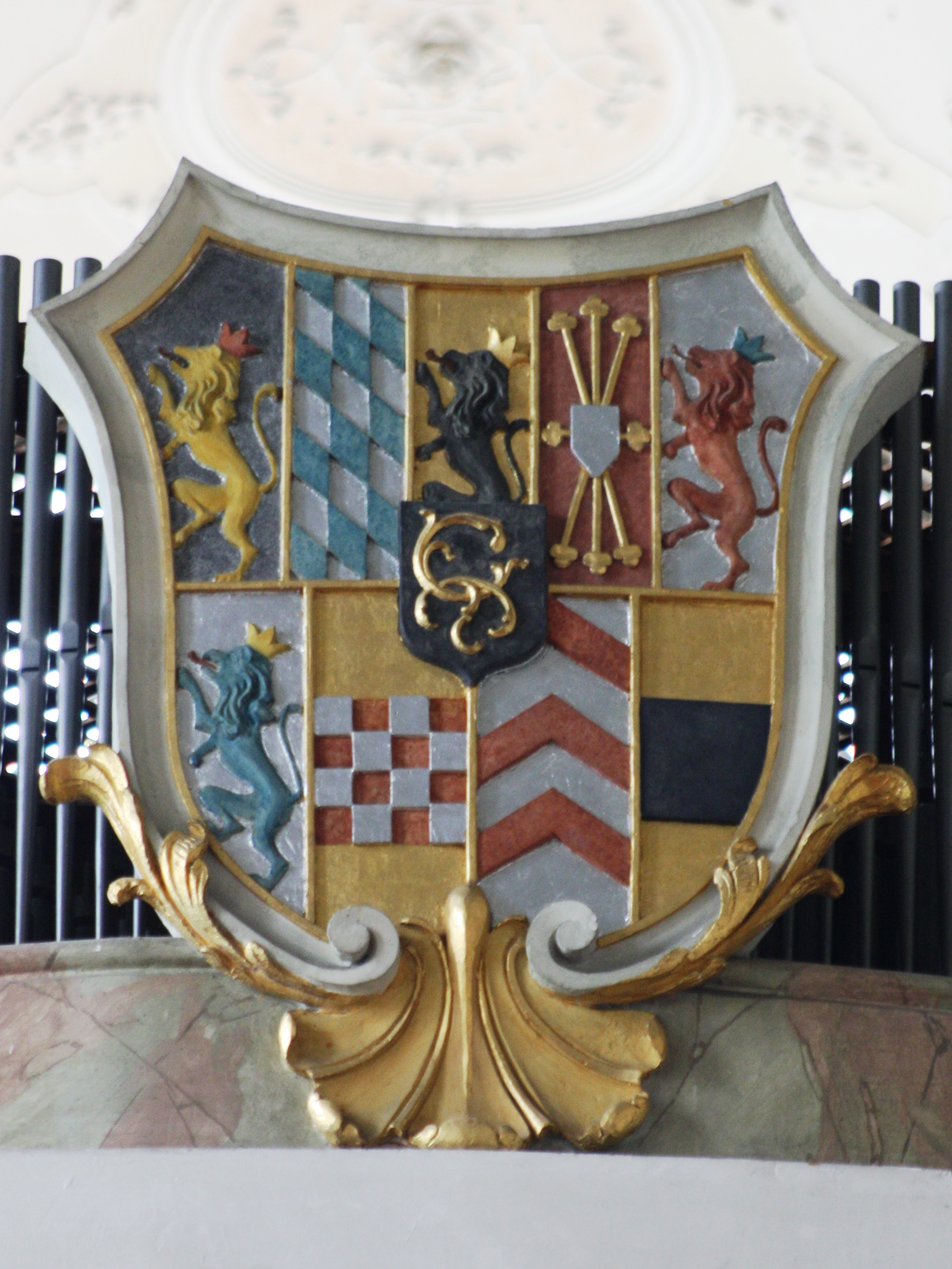
Wapen van de bouwheer van de Slotkerk aan het rugpositief van het orgel

Toen keurvorst Karel III in 1720 de residentie van het keurvorstendom Palts van Heidelberg naar Mannheim verplaatste, liet hij nog in hetzelfde jaar een begin maken met de bouw van het Mannheimer Slot. Aan de bouw werkten verschillende architecten mee en met de inwijding van de kerk aan Maria-Visitatie op 6 mei 1731 door de hulpbisschop van Worms eindigde de eerste bouwfase van het gebouwencomplex.
In de kerk werden dagelijks diensten gevierd voor de hofhouding. De kerkmuziek vond destijds plaats onder begeleiding van een beroemd hoforkest, van waaruit de Mannheimer School voortkwam. In 1777 vond hier de vroege uitvoering plaats van Händel's Messiah. De componist Georg Joseph Vogler was hier hoforganist en tijdens een bezoek in Mannheim speelde Wolfgang Amadeus Mozart op het orgel van de kerk.
Na het vertrek van de hofhouding in 1778 naar München was het gedaan met het luisterrijke bestaan van de kerk. In 1803 werd Mannheim bij Baden gevoegd en droeg Karel Frederik de kerk over aan de calvinisten. Vanaf 1809 werd de Slotkerk zowel door hervormden als door katholieken simultaan gebruikt.
Met de komst van groothertogin Stéphanie naar Mannheim beleefde het Slot en de Slotkerk tot haar dood in 1860 nog eenmaal een kleine hofhouding. Daarna werd de kerk niet meer voor de eredienst gebruikt en richtte het Rode Kruis er tijdens de Frans-Duitse Oorlog in 1870 zelfs een depot in.
Het gebouw kreeg in 1874 weer een kerkelijke bestemming, toen groothertog Frederik I het gebruik van de kerk overdroeg aan de toen net opgerichte oud-katholieke gemeente in Mannheim, die er op 5 april een eerste eredienst vierde.
Tijdens de Tweede Wereldoorlog liep de kerk al in 1940 beschadigingen op door luchtdruk. Tussen 1943 en 1945 werd het hele Slot tot op de muren kapotgebombardeerd. Slechts de keurvorstelijke crypte ontsnapte aan de verwoestingen. Tussen 1952 en 1956 volgde de wederopbouw. De reconstructie van de schijnkoepel achter het hoogaltaar vond echter niet plaats en het orgel werd verplaatst naar de plek waar zich vroeger de keurvorstelijke loge bevond.
Op 1 juli 1956 werd de Slotkerk ter ere van de Allerheiligste Drievuldigheid door de oud-katholieke bisschop Johann Josef Demmel opnieuw ingewijd.

## Architectuur
Net als het Slot wordt het aanzien van de Slotkerk gekenmerkt door lichtgeel gestreken vlakken die de rode zandsteen afwisselen. Het niet geheel onomstreden geel verving de kleur wit pas bij de laatste renovatie van het Slot (2000-2007)
Het gevelreliëf boven de ingang toont de heilige Drie-eenheid en stamt van de aan het hof werkzame beeldhouwer Paul Egell. Het behoort tot zijn grootste reliëfwerken.

## Interieur
Tussen de ramen ondersteunen gemarmerde pilasters de binnenruimte. De raamomlijstingen bezitten op de plaats van sluitstenen gestucte putti. In de linker muur bevinden zich toegangen naar de loges, die vroeger voor de hogere leden van de hofhouding werden gebruikt.
In het koor staat het in rococovormen uitgevoerde altaar. Het altaarschilderij is een kopie van een schilderij van Giambattista Tiepolo en toont de aanbidding van de Driekoningen. Het origineel werd in 1753 geschilderd voor de abdij Schwarzach en bevindt zich tegenwoordig in de Alte Pinakothek te München.
Het plafondfresco in het kerkschip werd oorspronkelijk in 1728 door Cosmas Damian Asam geschilderd. Het toont de triomf van de Kerk en aan de kant van het koor het bezoek van Maria aan haar nicht Elisabeth. Het gereproduceerde fresco is 224 m² groot en werd door de kunstschilder Carolus Vocke aangebracht. Bij de herbouw werd afgezien van het herstel van de schijnkoepel in het koor, de altaaropbouw en de  muziekgalerij achter het altaar.

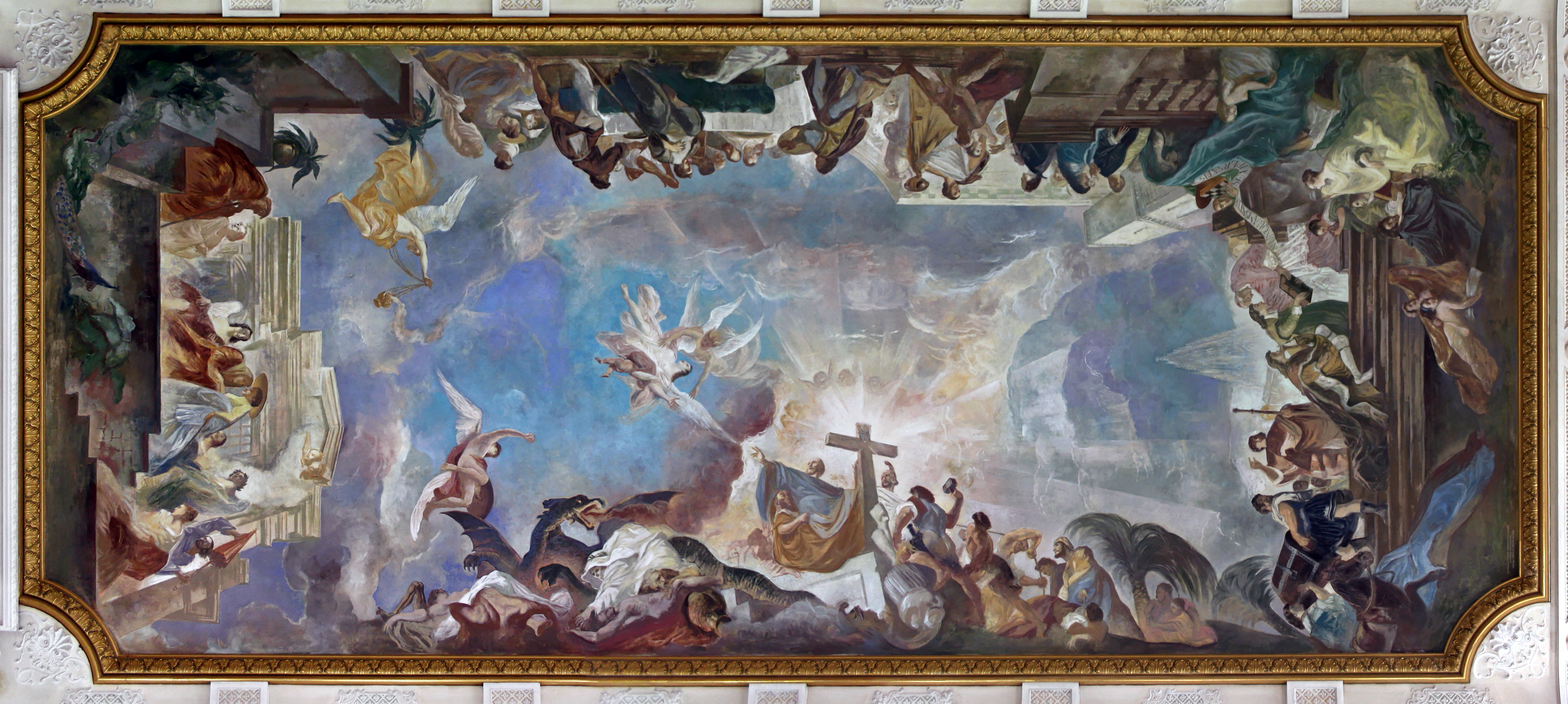
Plafondschilder van Cosmas Damian Asam (reconstructie door Carolus Vocke)

#### Orgel
Evenmin vond er herstel van de keurvorstelijke loge boven de ingang plaats. Tegenwoordig bevindt zich hier de orgelgalerij. Het orgel achter een barokke orgelkas werd in 1956 door de firma Steinmeyr (Oettingen) gebouwd. Het bezit drie manualen en 34 registers. Het rugpositief is versierd met het wapen van Karel Filips. In het kader van Schlosskonzerte Mannheim hebben meerdere organisten van internationale allure het orgel bespeeld.

#### Crypte
Achter het altaar ligt de sacristie, vanwaar men de keurvorstelijke crypte kan bezoeken. Karel Filips en zijn derde vrouw werden hier in sarcofagen bijgezet. In 1946 werden de sarcofagen opgebroken. Bij een onderzoek werd vastgesteld dat het gebalsemde lichaam van de keurvorst relatief goed bewaard was, terwijl van zijn vrouw slechts beenderen waren overgebleven. De aangetroffen orde van het Gulden Vlies en het grootkruis van de Hubertusorde werden aan het Badisches Landesmuseum in Karlsruhe overgedragen. De door twee putti gedragen medaillon met de beeltenis van de keurvorst die zich vroeger op de sarcofaag bevond, bevindt zich tegenwoordig in een van de vestigingen van de Mannheimer Reiss-Engelhorn-Musea.

#### Klokken
In de klokkensstoel, een houten opbouw op het vlakke dak op de Slotkerk, hangen drie klokken. Hieronder bevinden zich twee barokke klokken uit de bouwperiode van de kerk.
- Klok 1 h1, doorsnee 814 mm, 319 kg, 1731, gegoten in Mannheim door Blasius Sattler
- Klok 2 dis2, doorsnee 640 mm, 141 kg, 1731, gegoten in Mannheim door Blasius Sattler
- Klok 3 fis2, doorsnee 546 mm, 113 kg, 1956, gegoten in Heidelberg door Friedrich Wilhelm Schilling

De kleine klok vervangt een in de Tweede Wereldoorlog ter omsmelting gevorderde klok uit 1722.